# Дирдин (зупинний пункт)
Дирдин — зупинний пункт напрямку Миронівка — ім. Тараса Шевченка Одеської залізниці у селі Дирдин Черкаської області.
Обслуговується Шевченківською дирекцією залізничних перевезень. У 1964 року лінію Миронівка — ім. Тараса Шевченка електрифіковано.

## Рух станцією
Тут мають зупинку потяги приміського сполучення. Потяги далекого сполучення не зупиняються. 2 берегові платформи розташовані обабіч двоколійної залізниці.
Маршрути потягів приміського сполучення (2 пари на день):
- Миронівка — Цвіткове
- Миронівка — ім. Тараса Шевченка (фактично слідує до Знам'янки)

Ще принаймні у 1993 році існував прямий електропоїзд Київ — Цвіткове, однак він скасований. Зараз до столиці можна потрапити з пересадкою в Миронівці.